# الکسا داوالس
الکسا داوالُس (به انگلیسی: Alexa Davalos) (زاده ۲۸ می ۱۹۸۲) بازیگر آمریکایی است.
از فیلم‌های معروف او می‌توان به بازی در فیلم برخورد تایتان‌ها اشاره کرد.

## فیلم‌شناسی
فهرست برخی از فیلم‌ها و مجموعه‌های تلویزیونی که داوالُس در آنها به ایفای نقش پرداخته‌است:
- آنجل
- مه
- سرگذشت ریدیک
- مقاومت ۲۰۰۸ یا دعوت به جنگ
- برخورد تایتان‌ها
- ساکن برج بلند (مجموعه تلویزیونی)